# Casarão Cotia (Poconé)
O Casarão Cotia é um bem tombado localizado no município de Poconé, no Mato Grosso. O Casarão fica situado no Distrito de Cangas e é de propriedade da Terceira Ordem Regular de São Francisco do Brasil.
A construção foi realizada por trabalhadores especializados, pagos em ouro, e um grande número de escravos. Na área interna do casarão foi construída uma capela para a padroeira, Nossa Senhora da Abadia, cuja imagem foi esculpida por frades do Convento da Abadia, em Portugal.
O Casarão fica no percurso entre Cuiabá e Poconé, e, como havia muitos roedores denominados cutia no local, recebeu o nome de Cotia, grafado de forma incorreta.
Foi tombado em 2007 através da portaria n.° 029/2007 publicada em 18 de julho daquele ano.